# Kriegerdenkmal Krüssau

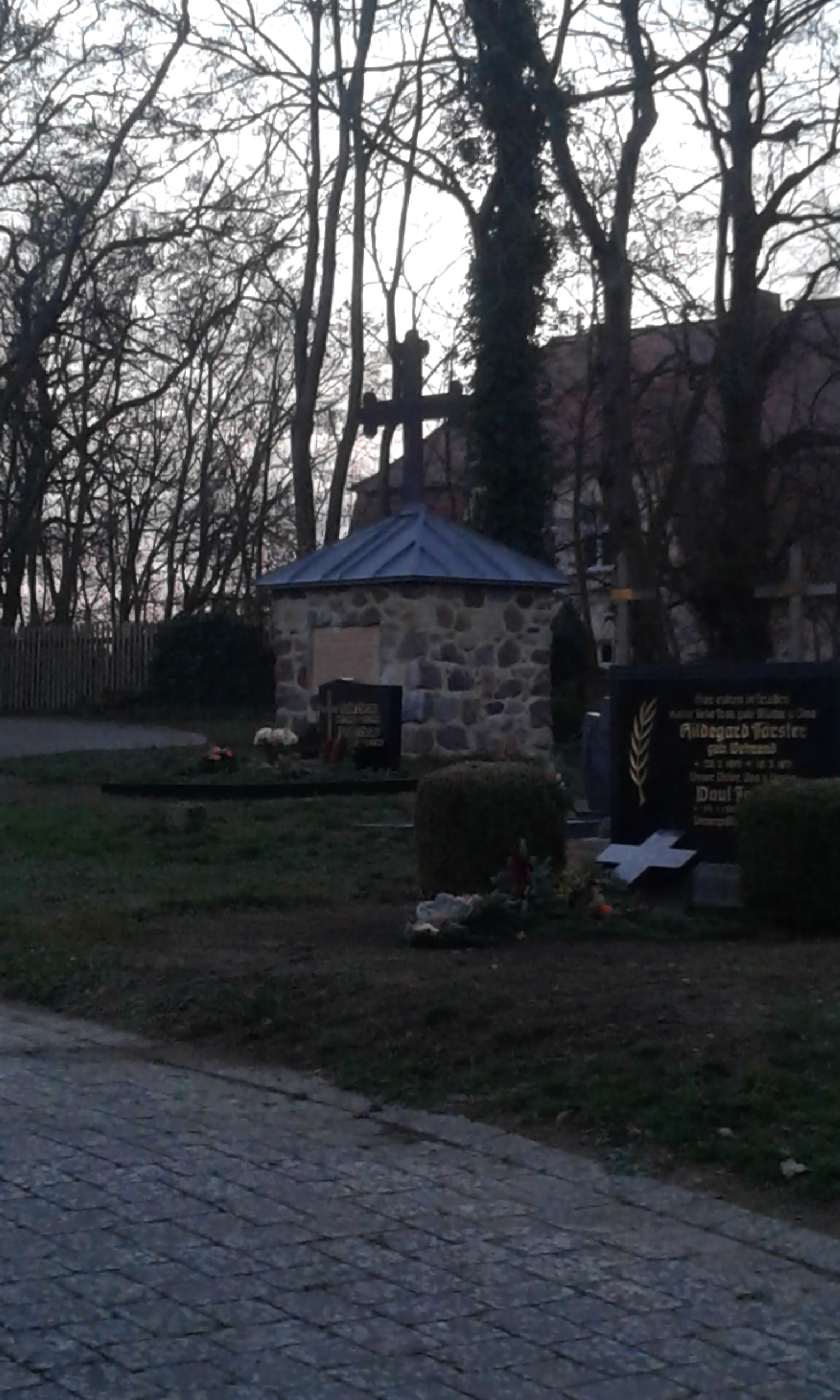
Kriegerdenkmal auf dem Friedhof

Das Kriegerdenkmal Krüssau ist ein denkmalgeschütztes Kriegerdenkmal in der Ortschaft Krüssau der Stadt Möckern in Sachsen-Anhalt. Im örtlichen Denkmalverzeichnis ist das Kriegerdenkmal unter der Erfassungsnummer 094 71349 als Baudenkmal verzeichnet.

## Lage
Es befindet sich auf dem Kirchgelände nördlich der Jacobuskirche in Krüssau.

## Gestaltung
Das Denkmal besteht aus einem überdachten, aus Feldsteinen gemauerten Quader, der von einem Kreuz gekrönt wird. Im unteren Bereich befindet sich an der Süd- und Ostseite jeweils eine Gedenktafel mit den Gefallenen der beiden Weltkriege.

## Inschriften

### Erster Weltkrieg
Zum Gedenken an die Gefallenen des 1. Weltkrieges 1914–1918:
- Baier, Fritz
- Bethge, Erich
- Dähne, Bernhard
- Dähne, Richard
- Eichelmann, Willi
- Ewe, Otto
- Kalkofen, Ewald
- Kriegenburg, Willi
- Lohse, Rudolf
- Nielebock, Gustav
- Schröder, Gustav
- Thie, Otto
- Voigt, Fritz

### Zweiter Weltkrieg
Zum Gedenken an die Gefallenen des 2. Weltkrieges 1939–1945:
- Bauer, Josef
- Bernau, Ernst
- Freigang, Heinz
- Gröpler, Otto
- Hartwig, Werner
- Karwe, Franz
- Krüger, Erwin
- Kunkel, Ewald
- Liebe, Ewald
- Liesau, Walter
- Luschnik, Josef
- Luschnik, Maxemilian
- Matthies, Walter
- Meier, Gustav
- Mitschka, Richard
- Müller, Herrmann
- Plettenberg, Heinz
- Plettenberg, Helmut
- Plettenberg, Wilhelm
- Schmidt, Otto
- Schulz, Hermann
- Schulze, Alwin
- Steffen, Horst
- Stolle, Ernst
- Stolle, Volkmar
- Voigt, Berthold
- Voigt, Otto
- Weber, Otto
- Wetzel, Robert